# 復帰記念沖縄特別国民体育大会
復帰記念沖縄特別国民体育大会（ふっききねんおきなわとくべつこくみんたいいくたいかい、1973年 5月3日 - 1973年5月6日）は1973年に沖縄県那覇市ほか9市1町で開催された国民体育大会。テーマは若夏国体（わかなつこくたい）。大会スローガンは「強く、明るく、新しく」。
沖縄の祖国復帰を記念して開かれたこの大会は、通常の国体とは違って全国の予選は行わず、各都道府県に種目と人数を割り振って選考したミニ国体。沖縄では初めての全国規模のスポーツ大会でもあった。特別国体のため、大会回数にはカウントされていない。